# Gradierung
Unter Gradierung versteht man in der Geologie eine nach Korngrößen sortierte Verteilung von Gesteinsfragmenten innerhalb einer Schicht. Als Ergebnis entsteht das Gefügemerkmal der gradierten Schichtung.
Man unterscheidet zwischen normaler und inverser Gradierung.

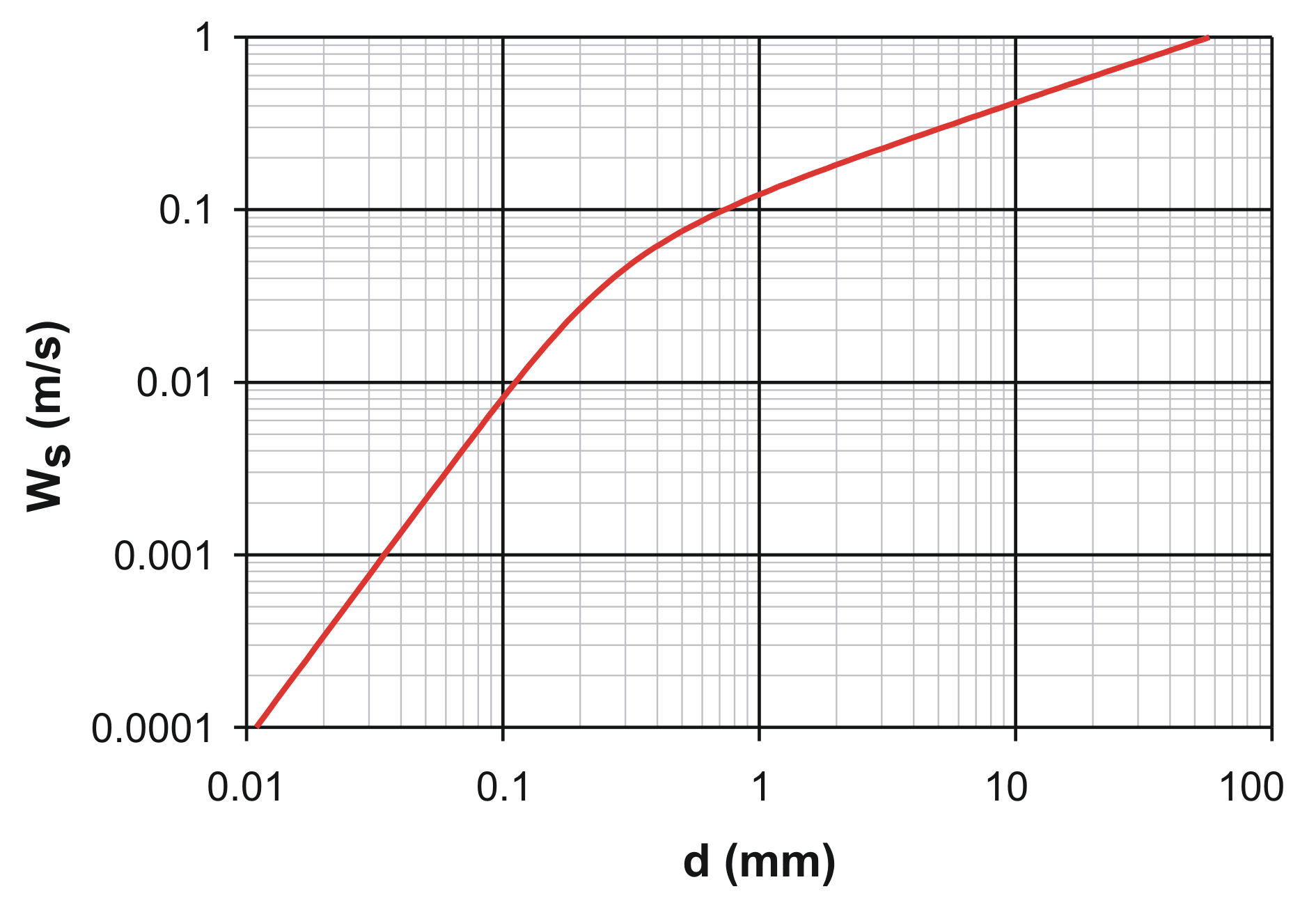
Sedimentationsgeschwindigkeit W_{s} von einem Sandkorn (Durchmesser d, Dichte 2650 kg/m³) in Wasser bei 20 °C

## Normale Gradierung
Bei normaler Gradierung liegen größere Teilchen unten, gefolgt von kleineren, während sich ganz oben die kleinsten befinden. 
Im Vakuum ist die Absinkgeschwindigkeit gleich der Fallgeschwindigkeit und alle Teilchen fallen (sinken) gleich schnell, unabhängig von ihrer Masse und Größe. Umgeben von einem fließfähigen Stoff (Fluid) sinken alle Teilchen (Partikel) langsamer ab, da eine von der Viskosität des Fluids abhängige, der Schwerkraft entgegengerichtete Kraft dem Absinken entgegenwirkt. Im Vergleich unterschiedlicher Partikelgrößen zueinander, wächst bei steigender Partikelgröße, die Masse jedes Partikels sehr viel stärker an, als die dem Absinken entgegengerichteten Kräfte. Große Partikel sinken also schneller ab. Dies ist die normale Korngrößenverteilung, die großen Partikel liegen unten, die kleinen oben.

## Inverse Gradierung
Bei Inverser Gradierung liegen kleine Teilchen (Liegendes) unten, gefolgt von größeren, während sich oben die größten (Hangendes) sammeln.
Entstehungsmechanismen inverser Gradierung:
1. Da Bims ein aufgeschäumtes, glasiges Gestein ist, besitzen größere Bimslapilli eine geringere Dichte als kleine. Somit lagern sich bei einer Eruption zunächst die kleinen aus dem Vulkan geschleuderten Lapilli ab und dann die größeren.
2. Wenn Partikel etwa in einem Flusslauf vom Wasser transportiert werden und die Strömungsenergie des Fluids ansteigt, werden zunehmend größere Partikel mitgerissen und bei sinkender Fließgeschwindigkeit wieder abgelagert.
3. Unter bestimmten Bedingungen kann an der Basis von proximalen Turbiditen eine inverse Gradierung auftreten (siehe auch Bouma-Sequenz nach Bouma (1962)).
4. Bei einem Körnerstrom werden größere Körner durch die kleineren verdrängt und treten an die Oberfläche.